# Idioma atlante

Escritura y numeración atlante.

El idioma atlante es una lengua construida creada por Marc Okrand para la película de Disney Atlantis: el imperio perdido. Para los guionistas, sería una «lengua madre»; Okrand lo diseñó para que incluyera un amplio léxico del indoeuropeo, pero con su propia gramática, descrita por momentos como aglutinante e inspirada en el sumerio y en las lenguas indígenas de América.

## Creación
El idioma atlante (Dig Adlantisag) es una lengua construida histórica y artísticamente, diseñada por Mark Okrand para la película de Disney Atlantis: el imperio perdido (2001) y sus producciones asociadas. La lengua atlante, por ende, está basada en reconstrucciones históricas, así como en el elaborado mito de ciencia ficción de la película Atlantis. Los principios ficcionales sobre los que se creó el atlante son: que se trata de «la lengua de la torre de Babel», el «dialecto raíz» desde el cual todos los idiomas descienden, y que ha existido sin cambios desde antes del 100 000 a. C., es decir, desde la primera o la segunda edad de Atlantis hasta el presente.
Para lograr esto, Okrand buscó las características comunes entre varios idiomas del mundo y también se inspiró en el protoindoeuropeo. Esta fue su principal fuente de vocabulario —raíces y derivaciones— pero también lo combinó con el hebreo bíblico y otras lenguas indoeuropeas más tardías, como el latín y griego, junto con otras conocidas o reconstruidas.